# Suzuki V-Strom 1000
De Suzuki V-Strom 1000, ook wel bekend als de DL1000, is een dual-sport motorfiets met een 1037 cc V-twin motor en een standaard rijhouding. Het wordt sinds 2002 door Suzuki in Japan vervaardigd. De naam V-Strom combineert "V", verwijzend naar de motorconfiguratie van de motor, met de Duitse Strom, wat stroom of kracht betekent.
De V-Strom motor is gebaseerd op de V-twin motor in eerste instantie ontworpen voor de Suzuki TL1000S en TL1000R motorfietsen. Het bevat ontwerpelementen van andere Suzuki-motorfietsen, waaronder brandstofinjectie op basis van de GSX-R-modellen. Twee versies met kleinere motoren, de V-Strom 250 en de V-Strom 650, worden ook vervaardigd.
Sinds 2020 is Suzuki begonnen met de fabricage van de vervanger voor de DL1000, de Suzuki V-Strom 1050 en V-Strom 1050XT. Suzuki heeft de motorfiets volledig opnieuw ontworpen, hoewel de motor grotendeels hetzelfde is gebleven, op enkele wijzigingen na om te voldoen aan de Euro5-emissienormen.
Kawasaki bracht in Europa een identieke versie van de fiets op de markt, de KLV1000.

## Modeljaar veranderingen
- 2003 (K3) Regelaars voor voorbelasting van de vork toegevoegd. Dynamo-output verhoogd van 350 watt tot 400 watt. Nieuwe stofkap koppelingswerkcilinder, latere productiemodellen.
- 2004 (K4) Herontworpen instrumentenpaneel. Upgrade 16-bit naar 32-bit ECU, sommige sensoren zijn gewijzigd. Nieuwe richtingaanwijzers, 20 watt zonder reflector vergeleken met eerdere 10 watt. Onderkuip opnieuw ontworpen. Sterkere handkappen aan het uiteinde van het stuur. Nieuw verstelbaar ontwerp van het windscherm. Linker stuurschakelaar bevat flash-to-pass & noodknipperlichten (EU-modellen hadden dit al). Sterker stuur. Herziene spiegels voor minder kan op spiegelbreuk.
- 2005 (K5) Zilver frame herzien naar zwart frame. Zwarte achterframe-afdekkingen versus eerder kuipkleur. Nieuw stille koppelingsdeksel. Koplamp onderbreking bij het starten.
- 2007 (K7) Nieuwe heldere richtingaanwijzerlenzen en nieuwe swingarm pivot covers.
- 2013 (L3) Suzuki introduceert een model V-Strom 1000 uit 2014, gebaseerd op de populaire en sterk verkopende categorie avontuurlijke fietsen. Een "Concept" -motor was te zien tijdens de Intermot Motorcycle Show in september 2012.